# Gouinia barbata
Gouinia barbata är en gräsart som först beskrevs av Eduard Hackel, och fick sitt nu gällande namn av Jason Richard Swallen. Gouinia barbata ingår i släktet Gouinia och familjen gräs. Inga underarter finns listade i Catalogue of Life.